# هالجريمر هيلجاسون
هالجريمر هيلجاسون (Hallgrímur Helgason) رسام وروائي وصحفي آيسلندي ولد في 18 فبراير 1959 م، في ريكيافيك.
إن أول رواية له (Hella) طبعت عام 1990 م، وقد أُنتج فلم (101 Reykjavík) مستند على هذه الرواية.

## مؤلفاته
- الأمور تسير بشكل رائع (Þetta er allt að koma) طبع عام 1994 م
- 101 ريكيافيك (101 Reykjavík) طبع عام 1996 م
- مؤلف آيسلندا (Höfundur Íslands) طبع عام 2001 م
- السيد الكون (Herra alheimur) طبع عام 2003 م.
- بلد العاصفة (Rokland) طبع عام 2005
- 10 نصائح لوقف قتل الناس وبدء الغسيل (10 ráð til að hætta að drepa fólk og byrja að vaska upp) طبع عام 2009 م.[2]

## روابط خارجية
- هالجريمر هيلجاسون على موقع IMDb (الإنجليزية)
- هالجريمر هيلجاسون على موقع مونزينجر (الألمانية)
- هالجريمر هيلجاسون على موقع ميوزك برينز (الإنجليزية)
- هالجريمر هيلجاسون على موقع قاعدة بيانات الفيلم (الإنجليزية)